# Canthylidia melibaphes
Canthylidia melibaphes is een vlinder uit de familie van de uilen (Noctuidae). De wetenschappelijke naam van de soort is voor het eerst geldig gepubliceerd in 1903 door Hampson.